# Phare de Gaomei
Le phare de Gaomei (Chinois: 高美燈塔; pinyin: Gāoměi Dēngtǎ) est un phare situé dans le district de Qingshui, au sein de la municipalité de Taichung à Taïwan.

## Histoire
Le phare fut construit en 1967, mais son fonctionnement fut arrêté en 1982 lorsque son équipement d'éclairage a été déplacé au phare du port de Taichung. Il fut rénové sous la direction du Bureau Maritime et Portuaire et fut officiellement ouvert aux touristes le 27 septembre 2014. Sa gestion est couverte par le Ministère des Transports et des Communications.

## Architecture
Construit en béton armé, le phare se dresse à une hauteur de 34 mètres.

## Transport
Le phare est accessible à l'ouest depuis la gare du port de Taichung de la Taiwan Railways Administration.